# Heinrich Parthey
Heinrich Parthey (* 13. August 1936 in Bukarest; † 21. April 2020) war ein deutscher Philosoph und Privatdozent der Humboldt-Universität zu Berlin. 

## Leben und Werk
Heinrich Parthey studierte von 1954 bis 1959 Philosophie an der Karl-Marx-Universität Leipzig u. a. bei Ernst Bloch und Gerhard Harig. Zu seinen Kommilitonen am Leipziger Philosophischen Institut gehörten Klaus Kittowski, Reinhard Mocek und Hubert Laitko, die später Wissenschaftsphilosophen wurden und mit denen er fortdauernd zusammenarbeitete.
1963 promovierte er an der Humboldt-Universität zu Berlin bei Hermann Ley mit einer Arbeit zum Thema Das Experiment und seine Funktion im Erkenntnisprozeß der Physik. 1989 erfolgte die Habilitation mit der Schrift Forschungssituation und Interdisziplinarität: Untersuchungen zu Struktur und Funktion interdisziplinärer Forschungssituationen auf Grund von Daten und Angaben aus Gruppen in Instituten der Biowissenschaften. 1991 war Parthey einer der Gründer der Gesellschaft für Wissenschaftsforschung e. V. in Berlin und war bis zu seinem Tod ihr Erster Vorsitzender. 1997 wurde er Privatdozent für Wissenschaftsforschung und Bibliometrie an der Humboldt-Universität zu Berlin.
Parthey war 1962–1969 Dozent an der Universität Rostock und 1970–1993 Mitarbeiter am Institut für Theorie, Geschichte und Organisation der Wissenschaft in Berlin (bis 1990 Institut der Akademie der Wissenschaften der DDR). Er lehrte ab 1994 am Institut für Bibliotheks- und Informationswissenschaft der Humboldt-Universität zu Berlin.
Parthey veröffentlichte wissenschaftliche Aufsätze zur Methodik der Naturwissenschaften sowie zu Wissenschaft und Innovation, zur Integrität wissenschaftlicher Publikationen und zu anderen Themen auf dem Gebiet der Wissenschaftsforschung. Er gab zahlreiche Jahrbücher der Gesellschaft für Wissenschaftsforschung und andere Sammelbände mit heraus.

## Publikationen
- Erkenntnistheorie und Methodentheorie der experimentellen Forschung. In: Deutsche Zeitschrift für Philosophie (Berlin). 13(1965) Sonderheft, S. 321–323.
- mit Dietrich Wahl: Die experimentelle Methode in Natur- und Gesellschaftswissenschaften. Deutscher Verlag der Wissenschaften, Berlin 1966.
- Das Problem als erkenntnistheoretische Kategorie. In: Deutsche Zeitschrift für Philosophie (Berlin). 16(1968) Sonderheft, S. 162–170.
- Das Problem und Merkmale seiner Formulierung in der Forschung. In: Heinrich Parthey (Hrsg.): Problem und Methode in der Forschung. Akademie-Verlag, Berlin 1978, S. 11–36.
- Problemsituation und Forschungssituation in der Entwicklung der Wissenschaft. In: Deutsche Zeitschrift für Philosophie (Berlin). 29 (1981), 2, S. 172–182.
- Wissenschaftsmetrische Analyse der Verteilung von Autoren nach Publikationsraten und Wissenschaftsdisziplinen in biowissenschaftlichen Forschungsinstituten der siebziger Jahre des 20. Jahrhunderts. In: Heinrich Parthey, Dieter Schulze, A. A. Starcenko, I. S. Timofeev (Hrsg.): Methodologische Probleme der Wissenschaftsforschung. Teil III: Wissenschaftsmetrische Methoden. (= Wissenschaftswissenschaftliche Beiträge. Heft 17). Humboldt-Universität, Berlin 1982, S. 1–16.
- Relationship of Interdisciplinarity to Co-operative Behavior. In: P. H. Birnbaum–More, F. A. Rossini, D. R. Baldwin (Hrsg.): International Research Management. Studies in Interdisciplinary Methods from Business, Government and Academia. Oxford University Press, New York 1990, S. 141–145.
- Entdeckung, Erfindung und Innovation. In: Heinrich Parthey (Hrsg.): Das Neue. Seine Entstehung und Aufnahme in Natur und Gesellschaft. Akademie-Verlag, Berlin 1990, S. 99–148.
- Bibliometrische Profile von Instituten der Kaiser-Wilhelm-Gesellschaft zur Förderung der Wissenschaften (1923–1943). (= Veröffentlichungen aus dem Archiv zur Geschichte der Max-Planck-Gesellschaft. Heft 7). Berlin 1995.